# SYM Joyride
Il SYM Joyride è uno scooter prodotto dalla casa motociclistica taiwanese SYM dal 2000.

## Joyride prima serie
Il Joyride venne presentato sul mercato interno nel 1999 e venduto con la denominazione SYM RV dal 2000. Si tratta del primo scooter di dimensioni compatte (e con motori nella fascia 125-150 cm³) sviluppato internamente dalla casa e destinato ad essere esportato globalmente. Lungo 2,01 metri viene caratterizzato da ruote basse da 12”, pedana piatta e ampia sella comoda per due passeggeri alta 730 mm da terra. Il nome Joyride venne adottato sui mercati europei e sud americani; ottenne un tiepido successo soprattutto sui mercato esteri.
Il design venne si ispira nello stile al modello Jet che soprattutto in Europa godeva di un ampi consensi. Era caratterizzato da ampio fanale sullo scudo con prese d’aria superiori, strumentazione com computer si bordo a schermo LCD e schienalino sulla per il passeggero.
La gamma motori era composta dal 125 e dal 150 entrambi quattro tempi ed omologati Euro 1.
Il 125 era raffreddato a liquido ed erogava una potenza massima di 11,3 CV mentre il 150 era raffreddato ad aria, erogava 13,1 CV. La velocità massima dichiarata era di 102 km/h per il 125 e 110 km/h per il 150.
Dal 2001 il Joyride viene commercializzato in Europa
anche come “Laverda Phoenix” tramite un accordo di badge engineering con il marchio Laverda (all’epoca appartenente al gruppo Aprilia).
Il Phoenix differisce solo per i loghi.
Ad agosto 2002 viene annunciata la versione 200; tale modello monta un propulsore dalla cilindrata esatta di 172 cm³ (derivato dal 150 e ottenuto maggiorando l’alesaggio a 61 mm). Omologato Euro 1 erogava 16,3 CV e permetteva di raggiungere i 115 km/h di velocità massima. Il motore 200 venne commercializzato anche sul gemello a marchio Laverda.
Nel 2003 le motorizzazioni vengono omologate Euro 2.
Esce si scena il modello a marchio Laverda nel 2005.
Nel 2006 la gamma viene omologata Euro 3, esce di scena il modello 150, mentre viene adottato il freno a disco posteriore da 200 mm sia sul 125 che sul 200, e solo sul 200 la frenata integrale.
Nel 2008 SYM presenta la seconda serie, il Joyride Evo, ma il Joyride classico continuerà ad essere prodotto per il mercato asiatico fino al 2016. Dopodochè la licenza di produzione viene venduta alla Hyosung che lo produrrà in Corea del Sud denominato Hyosung Grantus.

## Joyride Evo

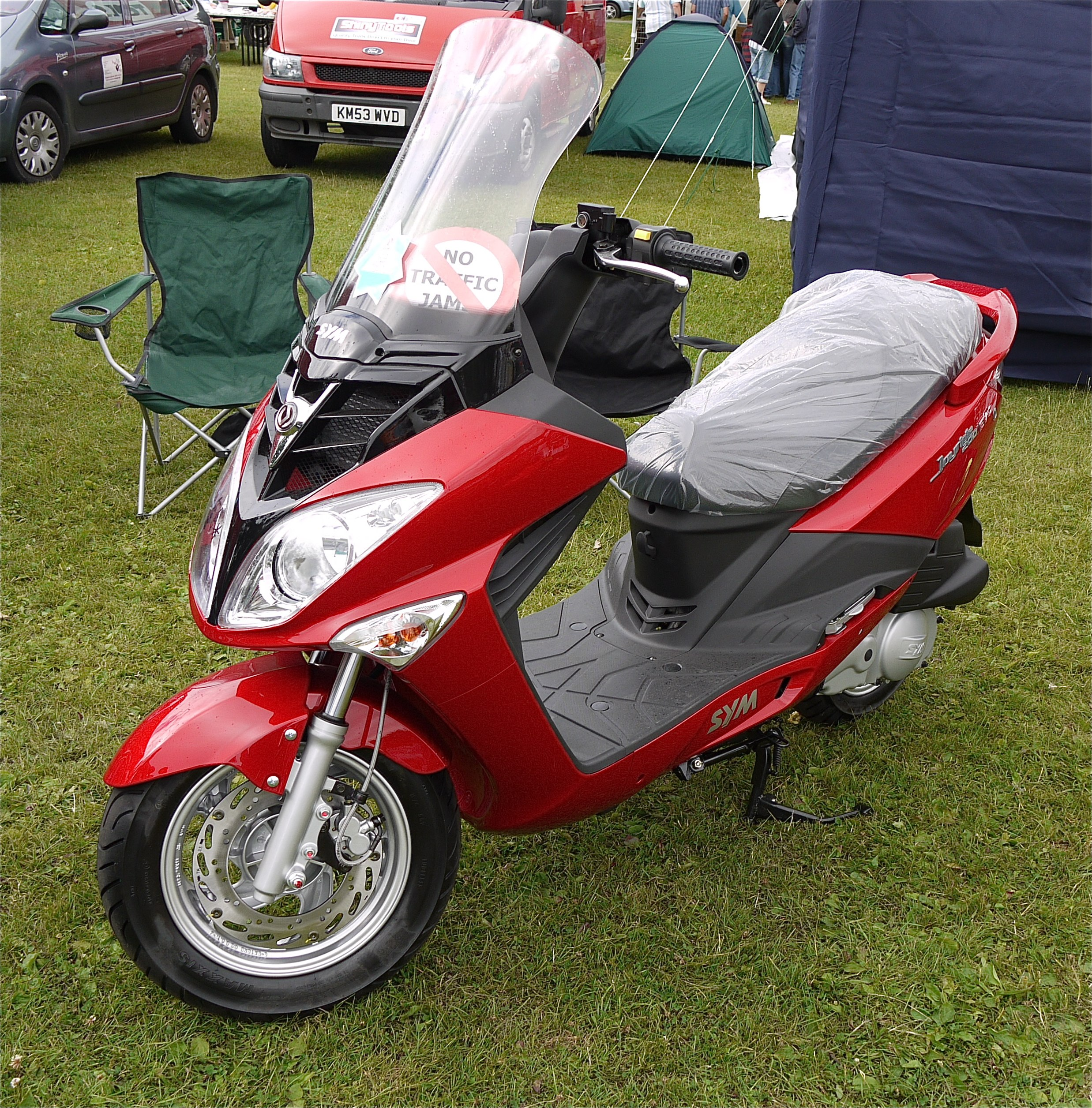
Il Joyride Evo

Introdotto ad EICMA 2008 e posto in vendita dal 2009 il Joyride Evo è un restyling del precedente modello; disegnato da Andreani Design introduce un nuovo scudo frontale con doppio fanale e calandra a V di colore nero lucido, gli indicatori di direzioni sono stati spostati in basso agli estremi dei fari. La sella perde lo schienalino per il passeggero che diviene optional, la pedana resta piatta. Invariata la ciclistica mentre la gamma motori è composta dal 125 e 200 omologati Euro 4.
La meccanica è la stessa del predecessore, cambia invece la ruota anteriore che diviene da 13” e la sospensioni posteriore ora a doppio ammortizzatore. La lunghezza sale a 2,11 metri e il passo a 1,430 metri. La sella è alta 760 mm da terra. Il peso di entrambi i modelli è di 153 kg. L’pianto frenante è composto da disco anteriore da 270 mm e disco posteriore da 200 mm.
Il motore 125 eroga 11,7 cavalli a 8.500 giri/min e una coppia di 9,9 Nm a 6.000 giri/min. Il 200 eroga 15 cavalli a 8.000 giri/min e una coppia di 13,24 Nm a 6.500 giri/min.

## Joyride S
Il Joyride S è un ulteriore restyling del modello Evo. Viene presentato ad EICMA 2015 e posto in vendita dal 2016.
Le differenze però sono molto limitate, viene solo aggiornata la mascherina e i proiettori anteriori con luci diurne a LED, la gamma resta composta dal 125 e dal 200 omologata Euro 4 e viene introdotto l’ABS sul modello 200. I cerchi sono di colore nero.
Il 125 eroga 13,9 CV a 9.000 giri/min per una coppia massima di 11,2 Nm a 7.000 giri/min.
Il 200 eroga 17 CV a 8.250 giri/min e una coppia di 16 Nm a 6.500 giri/min.
L’impianto frenante sfrutta doppio disco con anteriore da 273 mm e posteriore da 200 mm, il 125 monta la frenata combinata di serie, il 200 invece ha l’ABS.
Le dimensioni restano invariate rispetto al precedente Joymax Evo.
Nel novembre 2019 i motori vengono omologati Euro 5 e viene adottato l’ABS anche sul 125. Cambia l’impianto frenante con un nuovo disco anteriore da 240 mm.

## Joyride 300
La nuova generazione del Joyride viene presentata ad EICMA 2021 e le vendite partono nel 2022.
Non si tratta di un restyling ma di un modello tutto nuovo disponibile nella sola cilindrata 300 che affianca il precedente Joyride S rimasto in produzione.
Basato su un nuovo telaio, il Joyride 16 300 adotta una nuova ruota anteriore da 16” e il motore 300 (278,3 cc effettici) monocilindrico condiviso con il Joymax Z+ 300, mantiene la pedana piatta e la piastra portapacchi posteriore.
Lungo 2,215 metri, ha la sella alta 778 mm da terra. L’impianto frenante è a disco con anteriore da 260 mm e posteriore da 240 mm. Di serie l’ABS. La sospensione anteriore è una forcella telescopica, mentre al posteriore è presente il doppio ammortizzatore. La ruota anteriore è da 110/70-16, la posteriore è 140/70-14.
Il motore è il 300 quattro tempi raffreddato a liquido che eroga 26 CV a 8.000 giri/min e una coppia di 26 Nm a 6.000 giri/min.
Esteticamente segue il family feeling introdotto dal Maxsym TL con estetica più sportiva, dettagli in nero, nuovi cerchi a raggi, fanali anteriori e posteriori a LED, strumentazione digitale a colori e avviamento keyless a pulsante oltre a presa USB 2.0 nel retroscudo.